# گروه بنزیل

رادیکال‌های بنزیل، بنزیل آمین، بنزیل برمید، بنزیل کلروفرمات و بنزیل متیل اتر. در اینجا R می‌تواند یک هترواتم، آلکیل، آریل، آلیل یا دیگر مواد جایگزین باشد.

در شیمی آلی گروه بنزیل عبارت است از استخلاف یا جزء مولکولی دارای ساختار C6H5CH2– بنزیل ارائه دهندهٔ یک حلقهٔ بنزن متصل به یک گروه CH2 است.

## واکنش‌پذیری هسته‌های بنزیلی
در بحث واکنش پذیری، پیوندهای C-H در بنزیلیک دارای انرژی تفکیک پیوند کم است. به ویژه پیوندهای C-H در C6H5CH2−H نزدیک به ۱۰ تا ۱۵ درصد ضعیف تر از دیگر انواع پیوند C-H است. در جدول زیر پیوند C-H در بنزیلیک را با مقاومت پیوندهای C-H مرتبط مقایسه شده است:
| پیوند       | پیوند                | انرژی تفکیک پیوند | انرژی تفکیک پیوند | توضیح                                                             |
| پیوند       | پیوند                | (kcal/mol)        | (kJ/mol)          | توضیح                                                             |
| ----------- | -------------------- | ----------------- | ----------------- | ----------------------------------------------------------------- |
| C6H5CH2−H   | پیوند C−H در بنزیلیک | ۹۰                | ۳۷۷               | همانند پیوند C−H در آلیلیک، این پیوندها واکنش‌پذیری را نشان می‌دهد. |
| H3C−H       | پیوند C-H متیل       | ۱۰۵               | ۴۳۹               | یکی از قوی‌ترین پیوندهای C-H آلیفاتیک                              |
| C2H5−H      | پیوند C-H اتیل       | ۱۰۱               | ۴۲۳               | کمی ضعیف تر از H3C−H                                              |
| C6H5−H      | پیوند C-H فنیل       | ۱۱۳               | ۴۷۳               | قابل مقایسه با رادیکال‌های وینیل، نادر                             |
| CH2=CHCH2−H | پیوند C-H آلیل       | ۸۹                | ۳۷۲               | چنین پیوندهایی واکنش‌پذیری را نشان می‌دهد.                          |

میزان ضعف پیوندهای C-H، بازتاب‌کنندهٔ رادیکال‌های بنزیلیک است.

## به عنوان گروه محافظت‌کننده

### محافظت الکل

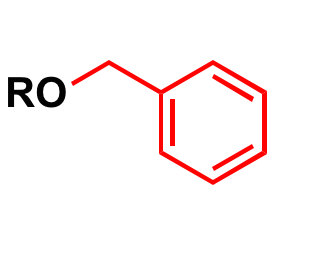
گروه بنزیل در حال حفاظت یک الکل

بنزیل به اختصار Bn به فراوانی در تولید مواد آلی به عنوان گروه محافظت‌کنندهٔ باثبات برای الکل و کربوکسیلیک اسید بکار می‌رود.

#### پرکاربردترین روش‌های محافظت
پردازش الکل با یک باز قوی مانند پتاسیم هیدروکسید پودری یا سدیم هیدرید و بنزیل هالید (BnCl) یا BnBr
- مونوبنزیلاسیون کردن دی‌ال‌ها را می‌توان با استفاده از Ag2O در دی‌متیل فرم‌آمید (DMF) در محیطی با دمای بالا انجام داد.[۴]
- الکل نوع یک را می‌توان در حضور گروه‌های عاملی فنول با استفاده از Cu(acac)2، متال استیل استونات، بنزیلی کرد.[۵]

#### پرکاربردترین روش‌های محافظت‌زدایی یا واپیرگی
بنزیل اترها را می‌توان در شرایط اکسایش-کاهش و با استفاده از اسیدهای لوییس، حذف کرد.

##### شرایط کاهشی
حذف با استفاده از هیدروژنولیسیس
- فرایند تک-الکترونی با Na/NH3 یا Li/NH3

##### شرایط اکسایشی
می‌توان گروه‌های محافظت‌کنندهٔ بنزیل را با استفاده از عامل‌های اکسایشی گسترده‌ای حذف کرد از جمله:
- CrO3/استیک اسید در دمای محیط
- اوزون
- ان-بروموسوکینیمید (NBS)
- ان-یدوسوکینیمید (NIS)

##### اسید و باز لوییس
تری متیل سیلیل یدید (Me3SiI) در دی کلرومتان در دمای محیط (به صورت گزینشی در شرایط خاص می‌توان بدست آورد)

#### گروه محافظت‌کنندهٔپی-متوکسی بنزیل
پی-متوکسی بنزیل (PMB) را به عنوان یک گروه محافظت‌کننده برای الکل در تولید مواد آلی بکار می‌بریم.

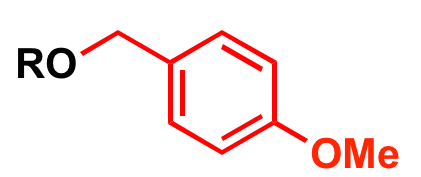
گروه پی-متوکسی بنزیل

##### پرکاربردترین روش‌های محافظت
- بازهای قوی مانند پودر پتاسیم هیدروکسید یا سدیم هیدرید و پی-متوکسی بنزیل هالید (کلرید یا برمید)[۸][۹]
- ۴-متوکسی بنزیل-۲٬۲٬۲-تری کلرواستیمیدات را می‌توان در نصب گروه PMB در حضور مواد زیر بکار برد:
- تری فلوئورومتان سولفونات اسکاندیم(III) (Sc(OTf)3) در تولوئن در دمای صفر درجهٔ سانتیگراد.[۱۰]
- تری فلوئورومتان سولفونیک اسید TfOH در دی کلرومتان در دمای صفر درجهٔ سانتیگراد.[۱۱]

#### پرکاربردترین روش‌های محافظت زدایی
- ۳٬۲-دی کلرو-۶٬۵-دیسیانو-پی-بنزوکینون (DDQ)[۱۲]
- شرایط برای محافظت زدایی گروه بنزیل برای کلیواژهای گروه محافظت‌کنندهٔ PMB قابل استفاده است.

### محافظت گروه آمین

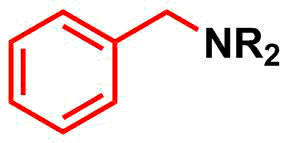
گروه بنزیل در حال محافظت یک آمین

در سنتز آلی، گروه بنزیل به فراوانی به عنوان گروه محافظت‌کننده برای آمین‌ها بکار می‌رود.

#### پرکاربردترین روش‌های محافظت آمین‌ها
- پتاسیم کربنات آبی و بنزیل هالید (بنزیل کلرید، بنزیل برمید) در متانول.[۱۳]
- بنزآلدهید، 6 M HCl و NaBH3CN در متانول[۱۴]

#### پرکاربردترین روش‌های محافظت زدایی آمین
- هیدروژنه کردن در حضور فروکافت پالادیم[۱۵]